# Иргичэн
Иргичэ́н — река в Усть-Янском улусе Якутии, правая составляющая Уя́ндины (бассейн Индигирки).

## Описание
Длина реки — 211 км, площадь водосборного бассейна — 6890 км². Берёт начало в горах Иргичинского или Селенняхского хребтов, течёт на юго-восток, затем, возле горы Тумус-Хая сворачивает на восток, где проходит в непосредственной близости с аэропортом Депутатский, обслуживающим единственный населённый пункт на реке. Сливается с Бакы, образуя реку Уяндину.
В холодное время года на участке от пгт Депутатского до впадения Куранаха по реке проходит зимник автодороги 98К-023.
По данным государственного водного реестра России относится к Ленскому бассейновому округу, водохозяйственный участок реки — Индигирка от впадения Момы до водомерного поста Белая Гора. Речной бассейн реки — Индигирка.

#### Притоки от устья к истоку
- 48 км: Куранах[вд] (левый)
- 50* км: Суол-Юрях (правый)
- 68* км: Хатынган (левый)
- 70 км: Оюн-Унгуохтах (правый)
- 80 км: Эпкыкылкан (правый)
- 80 км: Односторонний (левый)
- ? км: Сулкуни[вд] (левый)
- 85 км: Ат-Юрях (левый)
- 93 км: без названия (правый)
- 94 км: Тас-Юрюе (левый)
- 104 км: Блюдечан (правый)
- ? км: Гусеница (правый)
- 109 км: Антага (правый)
- 118 км: Кантеркан (правый)
- ? км: Предгорный (правый)
- 129 км: Неначан (правый)
- 132 км: Югтуда (левый)
- 134 км: без названия (правый)
- 137 км: Аччыгый-Иргичэн (левый)
- 142 км: без названия (правый)
- 150 км: Наччан (правый)
- 150 км: Чемегинде (левый)
- 155 км: Сэвичан (правый)
- 175 км: без названия (правый)
- 176 км: Манчай (левый)
- 176 км: Тэмэгинда (правый)
- 188 км: без названия (правый)
- 193 км: без названия (левый)

## История
Название реки имеет эвенкийскую этимологию: «иргичи» с эвенк. — «хвостатый».
В 1943 году в бассейнах рек Куйгинка, Уянди и Иргичан были открыты первые богатые россыпи олова. Позже, в 1947 году, к югу-западу от будущего посёлка Депутатского было открыто крупнейшее в СССР месторождение олова — Депутатское, что привело к развитию промышленности в регионе и строительству самого посёлка по правую сторону от реки.